# Il cantante al microfono
Il cantante al microfono è un album discografico del cantautore italiano Eugenio Finardi, pubblicato nel marzo 2008 e realizzato con Carlo Boccadoro e il Sentieri selvaggi ensemble.

## Descrizione
Si tratta di un omaggio all'attore e poeta russo Vladimir Semënovič Vysockij, fortemente osteggiato negli anni '60 e '70 dalle autorità sovietiche. Il cantante infatti, assieme a Filippo Del Corno, ha scelto 11 brani scritti dall'autore russo e tradotti in italiano da Sergio Secondiani Sacchi. Le musiche sono orchestrate per il Sentieri selvaggi ensemble da Del Corno. La produzione è di Gianni Salvioni.

## Tracce
1. L'Orizzonte
2. Dal fronte non è più tornato
3. Ginnastica
4. Il volo interrotto
5. La caccia ai lupi
6. Il canto della terra
7. Il cantante al microfono
8. Cavalli bradi
9. Il pugile sentimentale
10. Il bagno alla bianca
11. Variazioni su temi tzigani